# Парежкі
Парежкі (пол. Pareżki, нім. Parösken) — село в Польщі, у гміні Гурово-Ілавецьке Бартошицького повіту Вармінсько-Мазурського воєводства.
Населення — 37 осіб (2011).

## Демографія
Демографічна структура станом на 31 березня 2011 року:
|          | Загалом | Допрацездатний вік | Працездатний вік | Постпрацездатний вік |
| -------- | ------- | ------------------ | ---------------- | -------------------- |
| Чоловіки | 15      | 0                  | 14               | 1                    |
| Жінки    | 22      | 6                  | 12               | 4                    |
| Разом    | 37      | 6                  | 26               | 5                    |